# Léon Debain
Pour les articles homonymes, voir Debain.
Léon Debain est un homme politique français né le 21 juillet 1808 à Rochefort (Charente-Inférieure) et mort le 28 janvier 1888 à Rochefort.

## Biographie
Ouvrier sur les chantiers navals de Rochefort-sur-Mer, il suit également des cours qui lui permettent de devenir bachelier et maitre d'études, en 1831. Monté à Paris pour suivre des cours de médecine, il est en parallèle sous directeur, puis directeur de l'institution Mayer. Il est député de la Charente-Maritime de 1848 à 1849, siégeant à gauche et soutenant le général Cavaignac.

## Sources
- « Léon Debain », dans Adolphe Robert et Gaston Cougny, Dictionnaire des parlementaires français, Edgar Bourloton, 1889-1891 [détail de l’édition]